# Klämdag
En klämdag är en enstaka arbetsdag som infaller mellan en helgdag och en annan arbetsfri dag.
På klämdagar tar många ledigt från arbetet genom kompensationsledighet ("kompledigt") eller semester.
En regelbundet återkommande klämdag i Sverige är dagen efter Kristi himmelsfärdsdag, vilken alltid infaller på en fredag. Det är den enda klämdagen i Sverige som återkommer varje år.
Ledighet på klämdagar omfattas i några få kollektivavtal men oftast är det lokala bestämmelser och avtal som reglerar dessa.
I USA är Black Friday ett exempel på klämdag. Dagen är ingen officiell helgdag, men den infaller på fredagen efter Thanksgiving som infaller på fjärde torsdagen i november och som är helgdag. Det förekommer då att arbetsplatser och skolor håller stängt vilket ger en ledighet från torsdag till söndag. Då Black Friday är en stor shoppingdag, så blir det ingen ledighet för affärsanställda.

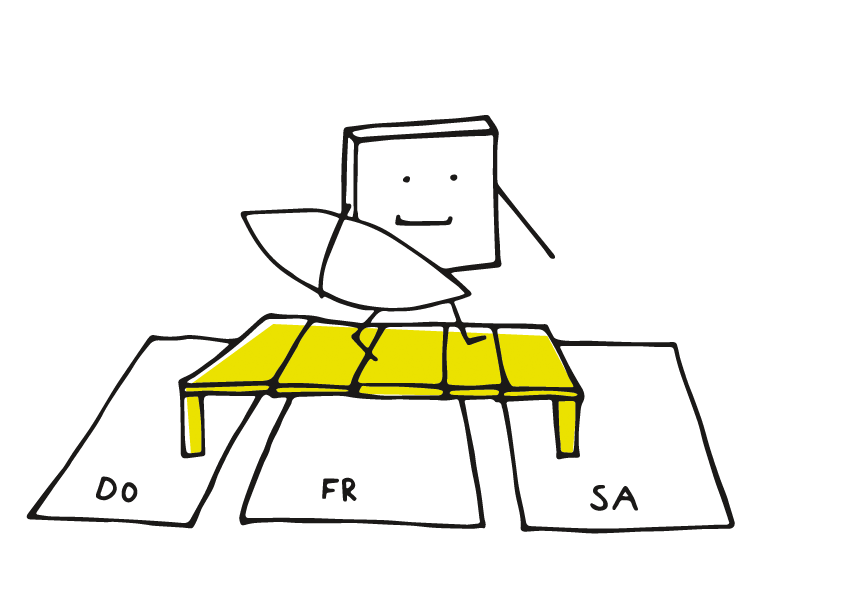
Illustration som symboliserar klämdag (brückentag) i tyska almanackan.